# The Motherload
The Motherload ist ein Lied der US-amerikanischen Progressive-Metal-Band Mastodon. Es ist die zweite Singleauskopplung aus ihrem sechsten Studioalbum Once More ’Round the Sun.

## Entstehung und Hintergrund
Das Lied wurde von Brent Hinds, Bill Kelliher (beide Gitarre), Troy Sanders (Bass) und Brann Dailor (Schlagzeug) geschrieben. Brann Dailor erklärte in einem Interview, dass das Lied von seiner Mutter handelt, ohne jedoch konkreter zu werden. Aufgenommen wurde das Lied in den Rock Falcon Studios in Franklin bei Nashville mit dem Produzenten Nick Raskulinecz. Für das Lied wurde ein Musikvideo gedreht. Regie führten Jonathan Rej und Thomas Bingham vom Fernsehsender Adult Swim. In dem Video sind zahlreiche leicht bekleidete Tänzerinnen zu sehen, die in Zeitlupe den Tanzstil Twerking betreiben. Bei diesem Tanzstil werden die Hüften kreisförmig und ruckartig bewegt.
Laut Schlagzeuger Brann Dailor hatte die Band das Konzept, eine Parodie auf die Musikvideos von Metalbands der frühen 1990er Jahre zu machen. Diese Videos enthielten laut Dailor oftmals eine esoterische Symbolik. Die Musiker wollten „ein seltsames Video machen, das die Leute verwirrt“.

„„Wir sind eine Band, die stets auf der Suche nach Dingen ist, die zuvor noch nicht versucht worden sind, und genau das haben wir mit dem Video getan.““

## Rezeption
Dom Lawson von der britischen Tageszeitung The Guardian bezeichnete das Lied zwar als brillant, allerdings hielt er das Musikvideo für sexistisch. Er zeigte sich „irritiert“ darüber, dass Mastodon den Metal zurück in ein Zeitalter zu befördern, in dem sexistisches Verhalten völlig normal war. Auch wollte er es nicht gelten lassen, dass das Video eine Art Satire oder Parodie auf Hip-Hop-Videos darstellen soll. Schlagzeuger Brann Dailor verteidigte das Video, das seiner Meinung nach nicht zu ernst genommen werden sollte.

„Ich sehe darin keinen Sexismus. Ich weiß, dass dort halbnackte Frauen sind, die mit ihrem Hintern wackeln. Für manche Leute sieht es erregend aus, für mich sieht es einfach nur großartig aus.“

Bei den Loudwire Music Awards 2014 wurde The Motherload in der Kategorie Best Metal Video nominiert, der Preis ging jedoch an Slipknot für The Devil in I. Bei den Metal Hammer Awards 2015 wurde The Motherload in der Kategorie Metal Anthem nominiert, der Preis ging jedoch an die Band Nightwish.